# Joseph P. Newsham
Joseph Parkinson Newsham, född 24 maj 1837 i Preston i Lancashire, död 22 oktober 1919 i St. Francisville i Louisiana, var en amerikansk politiker (republikan). Han var ledamot av USA:s representanthus 1868–1869 och 1870–1871. Newsham studerade juridik och inledde 1860 sin karriär som advokat i Edwardsville i Illinois. Därefter deltog han i amerikanska inbördeskriget i nordstatsarmén. År 1864 fick han avsked från armen efter att ha sårats i strid och flyttade till Louisiana.
Newsham är begravd på Grace Church Cemetery i St. Francisville i Louisiana.